# Алоизи, Росс
Росс Алоизи (англ. Ross Aloisi; род. 17 апреля 1973, Аделаида) — австралийский футболист и тренер, выступавший на позиции полузащитника, являлся капитаном «Аделаиды Юнайтед» с которой завоевал титул премьера и участвовал в двух кампаниях Лиги чемпионов АФК, также был первым капитаном «Веллингтон Феникс».
Старший брат футболиста сборной Австралии Джона Алоизи.

## Карьера

### Клубная
Начинал свою профессиональную карьеру в клубе Национальной футбольной лиги «Аделаида Сити» в сезоне 1990/91, отыграв 6 матчей, его команда закончила чемпионат на третьем месте уступив в малом финале будущему чемпиону «Саут Мельбурн». В следующем сезоне он провёл за клуб 11 матчей, а также забил гол в ворота «Саут Мельбурн», выйдя таким образом в финал, где была одержана победа над клубом «Мельбурн Найтс».
В межсезонье 1992 и 1993 годов выступал за клубы Суперлиги Южной Австралии «Модбури Джэтс» и «Энфилд Сити».
В 1993 году первый раз отправляется в Европу в бельгийский клуб «Боом» за который провёл всего четыре матча и вернулся в клуб Национальной футбольной лиги «Брунсвик Ювентус», за который выступал два сезона, пока не перешёл в другой клуб НЛС «Аделаида Шаркс» отыграл в котором 57 матчей и забил 8 мячей.
В 1997 году Алоизи вновь решает попытать счастья в Европе и заключает контракт со швейцарским клубом «Арау» в составе которого в сезоне 1997/98 провёл 32 матча и забил 6 голов. В 1998 году перешёл во французский «Лорьян» за основной состав которого сыграл только один раз, в основном выступал за вторую команду в Национальном дивизионе 2. В дальнейшем выступал в других европейских клубах.
В 2003 году принял участие в последнем сезоне НСЛ в составе «Аделаида Юнайтед», занял с клубом третье место в регулярном чемпионате и добрался до малого финала в котором уступил будущему чемпиону «Перт Глори». Перед началом первого сезона А-Лиги был назначен капитаном команды в связи с завершением карьеры бывшего капитана Аурелио Видмар. Сыграл 23 из 24 матчей команды добившись с клубом победы в регулярном чемпионате. В сезоне 2006/07 Алоизи оставался капитаном команды с которой достиг Гранд-Финала где встретился с клубом «Мельбурн Виктори». В финале Алоизи получил красную карточке на 34 минуте, оставив свою команду в меньшинстве, матч завершился со счётом 0:6. После этого разгрома Росс и главный тренер Джон Космина были уволены.
В сезоне 2007/08 выступал за «Веллингтон Феникс» где вновь исполнял обязанности капитана команды, отыграл 13 матчей и забил четыре гола, в конце сезона завершил карьеру.
После завершения карьеры участвует в передачах на канале Fox Sports в роли комментатора, также ведёт футбольную передачу Two Up Front на интернет канале Australia Live TV и является коллумнистом в Soccer international magazine. Совместно с братом занимается керамическим бизнесом.

### В сборной
Был участником юношеского чемпионата мира 1989 в Шотландии, а также Олимпийских игр 1996. За сборную Австралии провёл 3 матча.

### Тренерская
После завершения карьеры футболиста был главным тренером клуба «Уэст Аделаида» и женской команды «Аделаида Юнайтед», в данный момент является помощником главного тренера «Иокогама Ф. Маринос».

## Достижения
- Победитель Национальной футбольной лиги: 1991/92
- Победитель Кубка НСЛ: 1991/92
- Победитель регулярного чемпионата А-Лиги: 2005/06